# Manuel García
Manuel Patricio Rodríguez García (ur. 17 marca 1805 w Madrycie, zm. 1 lipca 1906 w Londynie) – hiszpański śpiewak operowy i nauczyciel muzyki. Porzuciwszy karierę sceniczną został, w latach 1830-1848, nauczycielem w Konserwatorium Paryskim, a od roku 1848 do roku 1895 wykładał w Królewskiej Akademii Muzycznej w Londynie, wśród jego uczniów było wielu sławnych później artystów.
Interesując się zagadnieniem powstawania głosu, w roku 1854, dokonał, wykorzystując dwa lustra, pierwszej obserwacji własnej krtani. Datę tę uważa się obecnie za początek laryngoskopii (jednak obserwacja Garcíi, opublikowana w Londynie w roku 1855, pozostała bez echa, w roku 1857 niezależnie od Garcíi powtórzył ją wiedeński neurolog Ludwig Türck). Za swoje osiągnięcie Manuel García został uhonorowany przez uniwersytet w Królewcu tytułem doktorskim.
Jego ojciec  - Manuel del Pópulo Vicente García, 1775–1832) był słynnym tenorem, znanym przede wszystkim jako pierwszy odtwórca roli hrabiego Almavivy w operze Gioacchino Rossiniego Cyrulik sewilski.

## Literatura
- Władysław Szumowski: Historia medycyny. Warszawa, 1994